# Marlborough Castle
Marlborough Castle, lokal auch The Mount genannt, ist eine Burgruine in der Pfarre Marlborough in der englischen Grafschaft Wiltshire an der Old Bath Road, der alten Hauptstraße von London nach Bath. Das Hügelgrab, auf dem die Festung im 11. Jahrhundert erbaut wurde, war vermutlich das „Hügelgrab von Maerla“, so bildete ein prähistorisches Erdwerk den Mound des normannischen Marlborough Castle. Heute ist davon nur ein baumbestandener Hügel im Zentrum des Marlborough College erhalten.

## Geschichte
1067 erlangte König Wilhelm der Eroberer die Kontrolle über die das Gebiet von Marlborough und befahl Bischof Roger von Salisbury, auf dem prähistorischen Hügelgrab eine Motte errichten zu lassen. Auf einer Burg in Marlborough soll Æthelric II., Bischof von Selsey eingesperrt und 1070 auch gestorben sein. König Wilhelm erwählte den benachbarten „Severnake Forest“ als sein Lieblingsjagdgebiet und Marlborough Castle wurde zur königlichen Residenz: König Heinrich I. verbrachte Ostern 1110 auf Marlborough Castle, was beweist, dass die Burg damals bewohnbar war. Im Bürgerkrieg der Anarchie hielt der Marschall John FitzGilbert die Burg für König Stephan aus Lehenstreue, die er ihm schuldete. Um 1175 verstärkte man die Burg in Stein. Von 1223 bis 1224 saß dort Eleonore von der Bretagne, Base von König Heinrich III. und wegen ihres Erstgeburtsrechtes mit besseren Rechten auf den Thron, kurz als Staatsgefangene ein. Nach dem Tod von Heinrich III. verlor Marlborough Castle seine Stellung als königliche Residenz. 1273–1369 diente es nur als Witwenresidenz: Burg und Royal Borough wurden 1273 Eleonore von der Provence († 1291) auf Lebenszeit zugesprochen. Am 1. Mai 1285 wurde dort Edmund FitzAlan, 9. Earl of Arundel, geboren. 1299 wurde die Burg Margarethe von Frankreich († 1318) zugesprochen und 1318 Isabelle de France, die allerdings 1324–1327 darauf verzichten musste. 1330 wurde Philippa von Hennegau dort untergebracht, nach deren Tod 1369 die Burg wieder an die englische Krone zurückfiel.
Ab 1370 wurde Marlborough Castle nicht mehr genutzt und verfiel, blieb aber Eigentum der Krone. König Eduard IV. übertrug es dann der Familie Seymour, den Verwandten seiner Mutter.
1403 war die Burg gänzlich verfallen. Francis Seymour, 1. Baron Seymour of Trowbridge, (ca. 1590–1664) ließ dort eine neue Familienresidenz bauen, nachdem er das Grundstück von seinem älteren Bruder, William Seymour, 2. Duke of Somerset, (1588–1660) erworben hatte. 1683–1684 wurde dieses Haus durch das „Neue Haus“ seines Enkels Charles Seymour, 6. Duke of Somerset, offenbar nach den Plänen von John Deane, einem Vermesser aus Reading in Berkshire, ersetzt. Das Haus bildete das Herzstück des heutigen Marlborough College. Im 18. Jahrhundert war es die geliebte Residenz von Isabella, Countess of Hertford, der Patronesse von William Shenstone und James Thomson. Stephen Duck, der „Drescherpoet“, beschrieb das Haus in der Zeit von Lady Hertford in A description of a journey to Marlborough (...). Das Haus wurde dann zu einer Pferdewechselstation, dem Castle Inn, wo der „Marlborough Club“, dessen Mitglieder die Tories von Marlborough und Umgebung waren, 1842 gegründet wurde. Dann wurde das Haus zum Kernstück des 1843 gegründeten Marlborough College.

## Heute
Das Anwesen ist ein Scheduled Monument. Heute ist nur noch der Castle Mound erhalten, ein baumbestandenes Erdwerk auf dem Gelände des Marlborough College. Spuren neusteinzeitlicher und römischer Besiedelung wurden in der Nähe des Hügels gefunden. Teile des Donjons und der Kurtine wurden bei Ausgrabungen identifiziert und eine römische Münze gefunden.